# Nicolau IV
Nicolau IV , nascut Girolamo Masci (Lisciano, 30 de setembre de 1227 – Roma , 4 d'abril de 1292), va ser el 191è papa de l'Església Catòlica des de 1288 fins a la seva mort. Va ser el primer pontífex pertanyent a l'orde franciscà.
Sobre l'urna sepulcral que conté les seves restes mortals hi ha escrit Hic requiescit/Nicolaus PP Quartus/Filius Beati Francisci  ("Aquí reposa el papa Nicolau IV, fill de Sant Francesc"). Les profecies de Sant Malaquies es refereixen a aquest papa com Picus interescas (El bec al menjar), cita que fa referència al fet que va ser anomenat Jerònim d'Ascoli durant la seva pertinença a l'orde franciscà (esca significa "aliment") i al qual va ser elegit després d'un concili que va durar més d'un any (va ser "picotejat" entre els cardenals).

## Biografia
Girolamo Masci va néixer el 30 de setembre de 1227 a Lisciano, prop d'Ascoli Piceno. Era un home pietós i amant de la pau, els objectius del qual com a frare franciscà eren protegir l'Església, promoure les croades i eliminar l'heretgia. Segons Heinrich de Rebdorf, era doctor en teologia. Com a frare franciscà, havia estat elegit superior (ministre) de l'Orde per Dalmàcia durant el capítol general franciscà celebrat a Pisa el 1272. El papa Gregori X (1271-1276), enviava un legat a l'emperador romà d'Orient, Miquel VIII Paleòleg, l'any 1272, per convidar a la participació dels prelats romans d'Orient al segon concili de Lió. L'ambició del papa era aconseguir una reunió de la cristiandat oriental i occidental. Sant Bonaventura, aleshores ministre general de l'Orde dels Frares Menors, va demanar de seleccionar quatre franciscans per acompanyar la legació com a nuncis. Va escollir fra Girolamo Masci com un dels quatre. Quan Bonaventura va morir sobtadament durant la cinquena sessió del Capítol General de l'Orde a Lió el 15 de juliol de 1274, fra Girolamo Masci va ser elegit per succeir-lo com a ministre general franciscà , tot i que en aquell moment estava absent, tornant llavors amb els delegats romans d'Orient de l'ambaixada a Constantinoble. Com a General dels Franciscans va condemnar les obres del filòsof Roger Bacon i ordenar el seu empresonament.
Jeroni va ser l'associat de Joan de Vercelli, mestre general de l'orde de Predicadors, quan aquest va ser enviat pel papa Nicolau III el 15 d'octubre de 1277, per concertar una pau entre Felip IV de França i Alfons III d'Aragó. Girolamo i Joan de Vercelli van ser novament nomenats per a la mateixa tasca el 4 d'abril de 1278. Al mateix temps, Girolamo va rebre l'ordre de continuar de moment com a ministre general franciscà.
El 1278 Jerome va ser nomenat cardenal prevere pel papa Nicolau III, i en algun moment després del 16 de maig de 1279 se li va assignar l'església titular de Santa Pudenziana i patriarca catòlic de Constantinoble. Fins i tot després del seu nomenament com a cardenal, se li va permetre romandre com a ministre general dels franciscans fins al següent capítol general. En l'esdeveniment, però, no va poder assistir al capítol per motius de salut, tal com indica una carta d'apologia del papa Nicolau III, escrita el maig de 1279. El 12 d'abril de 1281 va ser ascendit a cardenal bisbe de Palestrina pel papa Martí IV.

### El conclave papal
Després de la mort del papa Honori IV el 3 d'abril de 1287, es va celebrar un conclave a Roma, al palau papal al costat de Santa Sabina al turó Aventí, on havia mort el papa Honori. Això estava d'acord amb la Constitució Ubi periculum del papa Gregori X. Al principi, a l'abril, hi havia tretze cardenals a Roma; tres cardenals —Gerardo Bianchi, Giovanni Boccamati i Jean Cholet— no van assistir. El Sacre Col·legi va estar durant un temps desesperadament dividit en la selecció d'un successor. Quan van morir sis dels electors durant l'any 1287 (Ancher Pantaleon, Geoffrey de Bar, Hug d'Evesham, Giordano Orsini, Comes de Casanate i Goffredo d'Alatri —alguns, almenys, enduts per la pesta que va assolar Roma), els altres, amb el l'única excepció de Girolamo Masci, van abandonar el conclave i van tornar a casa seva. No va ser fins a l'any següent, quan la situació es normalitzà, que es van tornar a reunir. Els electors en aquell moment eren set: Girolamo Masci, juntament amb Latino Malabranca, Bentivenga de Bentivengis, Bernard de Languissel, Matteo Rosso Orsini, Giacomo Colonna i Benedetto Caetani. El 15 de febrer de 1288, els supervivents van escollir per unanimitat Girolamo Masci, al papat en el primer escrutini. Es diu que els cardenals van quedar impressionats per la seva fermesa en romandre al palau papal, però no hi ha documentació real sobre els seus motius. Tal com va admetre en el seu manifest electoral, el cardenal Masci es va mostrar molt reticent a acceptar , i, de fet, va persistir en la seva negativa durant una setmana sencera. Finalment, el 22 de febrer, va cedir i va acceptar. Es va convertir en el primer papa franciscà i va triar el nom de Nicolau IV en record de Nicolau III, que l'havia nomenat cardenal.

### El pontificat

#### Nous cardenals
Donades les pèrdues considerables dels nombres del Sacre Col·legi el 1286 i el 1287, no és d'estranyar que Nicolau IV ràpidament procedís a cobrir vacants. El que sorprèn és que ni tan sols assolí el nombre de cardenals que estaven vius sota Honori IV, i molt menys superar-lo. El 16 de maig de 1288 va nomenar sis nous cardenals: Bernardus Calliensis, bisbe d'Osimo (mort el 1291), Hugues Aiscelin (Seguin) de Billon, OP, de la diòcesi de Clermont a l'Alvèrnia; Matteo d'Aquasparta a la Toscana, ministre general dels franciscans des del 1287; Pietro Peregrosso de Milà, el vicerector de la Santa Església Romana; Napoleone Orsini i Pietro Colonna.
Nicolau IV va emetre una important constitució el 18 de juliol de 1289, que atorgava als cardenals la meitat de tots els ingressos de la Santa Seu i una participació en la gestió financera, preparant així el camí per a la independència del Col·legi de Cardenals que, en el segle següent, havia de ser en detriment del papat.

#### Accions
Pel que fa a la qüestió de la successió siciliana, com a sobirà feudal del regne, Nicolau va anul·lar el tractat, conclòs el 1288 per la mediació d'Eduard I d'Anglaterra, que va confirmar Jaume I de Sicília en possessió de l'illa de Sicília. Aquest tractat no havia vist correctament els interessos papals. El maig de 1289 va coronar Carles II d'Anjou com a rei de Sicília després que aquest últim hagués reconegut expressament el seu vassallatge al pontífex, i el febrer de 1291 va concloure un tractat amb els reis Alfons III d'Aragó i Felip IV de França mirant cap a l'expulsió de Jaume de Sicília. Nogensmenys, la mort el mateix any d'Alfons, deixà tant la corona d'Aragó com la de Sicília en mans de Jaume.
El 1288 Nicholas es va reunir amb el cristià nestorià Rabban Bar Sauma de la Xina.
L'agost de 1290 va concedir l'estatus de studium generale a la universitat que el rei Dionís I de Portugal acaba de fundar uns mesos abans a la ciutat de Lisboa.
La pèrdua d'Sant Joan d'Acre el 1291 va provocar que Nicolau IV va renovar l'entusiasme per una croada sobre Terra Santa, però el desinterès mostrat per les grans monarquies europees i les complicades relacions entre els regnes d'Aragó i de Sicília van fer fracassar l'empresa.
Durant el seu pontificat també es va enfrontar al Sacre Imperi, amb motiu de la successió del regne d'Hongria, ja que Nicolau IV l'atorgà a Carles Martell d'Anjou, fill de Carles II d'Anjou en detriment d'Albert, el fill de l'emperador Rodolf d'Habsburg. En l'ordre pastoral va promoure missions entre els búlgars, els etíops, els mongols i els tàrtars, i cal també destacar la missió de fra Joan de Montecorvino a la Xina.
La taxatio que va iniciar entre 1291 i 1292, que va ser una valoració detallada per als impostos eclesiàstics de les esglésies i prebendes parroquials angleses i gal·leses , segueix sent un document font important per al període medieval. Una edició va ser reimpresa per la Comissió d'Enregistrament el 1802 com a Taxatio Ecclesiastica Angliae et Walliae Auctoritate.

### Mort
Nicolau IV va morir a Roma el 4 d'abril de 1292, al palau que havia construït al costat de la basílica de Liberia (S. Maria Maggiore). Va ser enterrat a la Basílica de Santa Maria la Major, trencant amb la tradició de Sant Joan del Laterà com a seu papal. El seu epitafi diu: "Aquí rau Nicolau IV, fill de Sant Francesc " (Hic requiescit / Nicolaus PP Quartus / Filius Beati Francisci).